# Sarolta Monspart
Sarolta Monspart (Budapest, 17 novembre 1944 – 24 aprile 2021) è stata un'orientista ungherese.

## Biografia
Fu la prima atleta non scandinava a vincere i campionati mondiali di orientamento e l'O-Ringen.
Considerata la maggiore specialista d'orientamento in Ungheria, durante i suoi anni d'attività vinse 14 campionati nazionali d'orientamento e 6 nel campionato di sci di fondo. Fu anche la prima donna europea a terminare la maratona in meno di 3 ore. 
La sua carriera sportiva fu interrotta a causa di una grave infiammazione encefalitica provocata da un Ixodida. Dopo il recupero dalla malattia cercò di convincere le donne a vivere una vita sana. Sarolta ricevette una medaglia di merito da Ferenc Mádl, presidente dell'Ungheria nel 2003.